# Festival Internacional de Cinema de Pionguiangue
O Festival Internacional de Cinema de Pionguiangue (Chosŏn'gŭl: 평양 국제 영화 축전; hancha: 平壤 國際 映畵 祝典; MR: P'yŏngyang Yŏnghwa Ch'ukchŏn; rr: Pyeongyang Yeonghwa Chukjeon) é um festival cinematográfico realizado em Pionguiangue, Coreia do Norte. Foi criado em 1987 como Festival de Cinema de Pionguiangue para os Países Não Alinhados e Outros em Desenvolvimento. É realizado a cada dois anos, entre 1 até 10 de setembro, com exibições de longas-metragens, curtas-metragens, e documentários, que foram julgados por prémios competitivos.

## História
Inicialmente, o festival era um intercâmbio cultural entre os países do Movimento Não Alinhado. O festival de cinema regressou em 1990, e foi realizado regularmente a cada dois anos. O nono festival, realizado em 2004, moderou as restrições culturais, e exibiu uma versão dobrada e censurada do filme britânico Bend It Like Beckham, e do filme Cry, the Beloved Country, uma coprodução feita pelos Estados Unidos e África do Sul, que ganhou o prémio de música, e tornou-se o primeiro a ser emitido na televisão norte-coreana.
Em 2006, o filme sueco Frostbiten, foi exibido no festival, tornando-se o primeiro filme estrangeiro do género comédia de terror a ser projetado na Coreia do Norte.
Han Nyeohaksaengeui Ilgi, estreou no festival em 2006, e em 2007 tornou-se o primeiro filme norte-coreano a ser distribuído mundialmente, após vários anos, quando foi comprado pela companhia francesa Pretty Pictures. Estreou-se em França a 26 de dezembro de 2007, com o título de Journal d'une jeune Nord-Coréenne.
Nos últimos anos, o festival incluiu filmes de países ocidentais com quem Pionguiangue mantém relações diplomáticas. Muitos dos filmes são censurados e muitas vezes têm temas que enfatizam os valores da família, lealdade e das tentações do dinheiro. Em 2008, cento e dez filmes foram exibidos a partir de quarenta e seis países.